# Zelão
Luiz Ricardo da Silva (Pirajuí, 12 de novembro de 1984), mais conhecido como Zelão, é um ex-futebolista que atuava como zagueiro.

## Carreira
Iniciou sua carreira na Matonense, em 2003. Posteriormente, jogou pelo Palmeiras B e Noroeste, até se transferir para o Bragantino em 2005.
Após se destacar no Campeonato Paulista de 2007 jogando pelo Bragantino, onde foi eliminado nas quartas de final contra o Santos, foi contratado pelo Corinthians para a disputa do Campeonato Brasileiro. Entretanto, com o rebaixamento do clube, não permaneceu no Parque São Jorge, e foi negociado com o Saturn.
Em 31 de janeiro de 2011, Zelão assinou um vínculo de 4 anos com o FC Kuban Krasnodar. Em 23 de janeiro de 2013, Zelão assinou contrato com o FC Astana, do Cazaquistão.
Em novembro de 2014, Zelão foi dado como novo reforço do Guarani, mas no fim, assinou contrato com o XV de Piracicaba para o ano de 2015.
Em 2016, assinou contrato com a Penapolense, para a disputa da Série A2 do Campeonato Paulista. Pelo time de Penápolis, ficou até 2017, quando transferiu-se para a equipe do Barretos.